# خاریمکوتان
خاریمکوتان (انگلیسی: Kharimkotan) یک جزیره آتشفشانی در جزایر کوریل کشور روسیه است.